# Onderscheiding Ie Klasse voor 20 Dienstjaren in de Gendarmerie
De Onderscheiding Ie Klasse voor 20 Dienstjaren in de Gendarmerie, in het Duits "Dienstauszeichnung I. Klasse für 20 Dienstjahre für die Gendarmerie" geheten was van 1870 tot 1914 een eerbetoon van het Hertogdom Anhalt en werd voor langdurige trouwe dienst in dit militaire politiekorps uitgereikt. Deze "Dienstauszeichnung" was een kleine gesp, in het Duits een "Schnalle" geheten, op een rechthoekig stukje groen lint. De kleur groen komt in de vlag en de linten van Anhalt veel voor. Men bevestigde het ereteken midden op de borst. Men droeg de onderscheiding steeds op deze wijze en niet als baton. Als miniatuur kreeg de Dienstauszeichnung de vorm van een gespje aan een kleine ketting.
De verguld zilveren gesp draagt het monogram van de regerende hertog, het gekroonde wapen van Anhalt en het Romeinse cijfer "XX". In deze vorm werd de onderscheiding in 1914 opgeheven en vervangen door medailles en een Kruis voor Trouwe Dienst.